# Івановка (Бакалинський район)
Іва́новка (рос. Ивановка, башк. Ивановка) — присілок у складі Бакалинського району Башкортостану, Росія. Входить до складу Новоурсаєвської сільської ради.
Населення — 11 осіб (2010; 45 у 2002).
Національний склад:
- росіяни — 87 %